# Paragem de Tourencinho
A Paragem de Tourencinho é uma interface encerrada da Linha do Corgo, que servia a localidade de Tourencinho, no Concelho de Vila Pouca de Aguiar, em Portugal.

## História

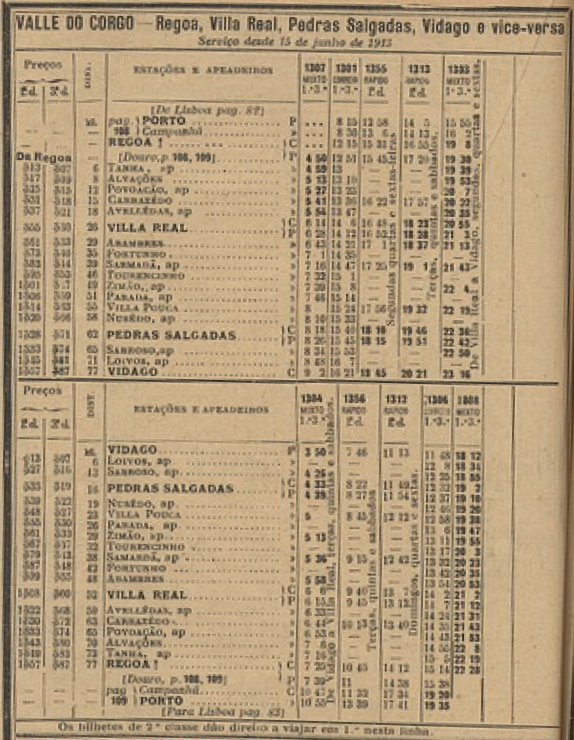
Horário da Linha Corgo em 1913, onde Tourencinho aparece com a categoria de estação.

No projecto para o troço entre o Ribeiro de Varges e a Estação de Pedras Salgadas, aprovado por uma portaria de 14 de Setembro de 1905, estava previsto que fosse construída uma estação na localidade de Tourencinho. O troço entre Vila Real e Pedras Salgadas foi inaugurado no dia 15 de Julho de 1907.
Em 2 de Janeiro de 1990, o lanço da Linha do Corgo entre Chaves e Vila Real foi encerrado à circulação ferroviária pela empresa Caminhos de Ferro Portugueses.